# Delosperma rogersii
Delosperma rogersii är en isörtsväxtart som först beskrevs av Schoenl. och Berger, och fick sitt nu gällande namn av L. Bol.. Delosperma rogersii ingår i släktet Delosperma, och familjen isörtsväxter. Inga underarter finns listade i Catalogue of Life.